# Krišovská Liesková
Krišovská Liesková és un poble i municipi d'Eslovàquia. Es troba a la regió de Košice, a l'est del país.

## Història
La primera referència escrita de la vila data del 1321.

## Demografia
| Godina             | 1994 | 2004   | 2014   | 2024   |
| ------------------ | ---- | ------ | ------ | ------ |
| Nombre de persones | 818  | 877    | 930    | 942    |
| Diferència         |      | +7,21% | +6,04% | +1,29% |

| Godina             | 2023 | 2024   |
| ------------------ | ---- | ------ |
| Nombre de persones | 936  | 942    |
| Diferència         |      | +0,64% |